# Cuauhtémoc, Tabasco
Cuauhtémoc är en ort i Mexiko.   Den ligger i kommunen Cárdenas och delstaten Tabasco, i den sydöstra delen av landet, 600 km öster om huvudstaden Mexico City. Cuauhtémoc ligger 19 meter över havet och antalet invånare är 206.
Terrängen runt Cuauhtémoc är mycket platt. Runt Cuauhtémoc är det ganska glesbefolkat, med 45 invånare per kvadratkilometer. Närmaste större samhälle är Cárdenas, 16,4 km öster om Cuauhtémoc. Trakten runt Cuauhtémoc består till största delen av jordbruksmark.